# 除雪
除雪或铲雪（Snow Removal），也就是清除積雪的意思。這項工作一般由個人或家庭以及政府和機構完成的。而政府或機構在除雪時，通常都會出動冬季服務車輛協助；而個人方面，通常只會用雪鏟來清除。
除了人手和機器除雪外，亦有使用鹽或沙來除雪。
在美國或加拿大的城市，一般要求居民在降雪後上班前的時間義務為居所前的行人路除雪，否則可能會收到市政府的警告書或會被罰款150元（美元或加元），以確保道路使用者及行人的安全。